# مایکل گیتلی
مایکل گیتلی (انگلیسی: Michael Gateley؛ زادهٔ ۱۳ ژوئن ۱۹۰۴ - درگذشت نامشخص) بازیکن هاکی روی چمن اهل هند بود.
وی به‌همراه تیم ملی هاکی روی چمن مردان هند به قهرمانی بازی‌های المپیک تابستانی ۱۹۲۸ دست پیدا کرده‌است.